# Brian Robinson (rugbista)
Brian Francis Robinson (Belfast, 20 de marzo de 1966) es un exjugador británico de rugby que se desempeñaba como octavo.

## Selección nacional
Fue convocado al XV del Treból por primera vez en 1991 para enfrentar a Les Bleus y su último partido con ellos fue frente a los Wallabies en 1994. En total jugó 25 partidos y marcó seis tries.

### Participaciones en Copas del Mundo
Sólo disputó una Copa del Mundo, Inglaterra 1991, donde marcó cuatro tries ante Zimbabue.
| Mundial                       | Sede       | Resultado        | PJ | Tries |
| ----------------------------- | ---------- | ---------------- | -- | ----- |
| Copa Mundial de Rugby de 1991 | Inglaterra | Cuartos de final | 3  | 4     |